# Jakob Erikson
Peter Jakob Maximilian Erikson, född 16 maj 1848 i Träkumla socken, Gotlands län, död 14 juli 1915 i Danderyd, var en svensk bokförläggare och riksdagsman. 
Erikson var VD vid Metodistkyrkans bokförlags AB och var ledamot av riksdagens andra kammare. Han är begravd på Norra begravningsplatsen utanför Stockholm.